# Kurt Liander
Kurt Liander, född 28 januari 1932 i Stockholm, död 10 mars 2020 i Täby distrikt, var en svensk allsvensk fotbollsspelare i AIK under 1950-talet.
Kurre, som han kallades, kom till AIK 1949 och stannade i klubben i tio år. Han gjorde sin allsvenska debut mot Djurgården den 8 augusti 1952 och gjorde under sin karriär i AIK 94 matcher och 9 mål. Han spelade både på högerkanten och vänsterkanten, men trivdes bäst som vänsterytter, vilket också är den position som han spelat flest matcher på och därmed var hans vanligaste tröjnummer 11.
Liander spelade även i svenska landslaget och 1954 gjorde han Sveriges niohundrade mål genom tiderna mot Finland på Ullevi.
1975 återkom han till AIK som assisterande tränare och till hösten blev han ansvarig tränare tillsammans med Jim Nildén. Därefter har han tränat både AIK:s reservlag (1982–83) och juniorlag (1990) samt hållit i AIK:s sommarfotbollsskola 1975–83. Han var även riksinstruktör för Svenska Fotbollförbundet 1975–91.
1974 tog Liander examen vid GIH och arbetade som idrottsinstruktör i Botkyrka kommun fram till pensionen 1996.
Så här beskrevs Kurt Liander på en Alfabild som gavs ut 1954:
"Vänsterytter i AIK, en av klubbens egna produkter, snabb, framfusig och synnerligen teknisk. Fick sitt genombrott i Sverige 1954, men var ett år tidigare sensationellt bra i Frankrike och fick då ett proffsanbud från Sochaux. Med i presslaget våren 1954."